# 393.
◄ | 3. stoljeće | 4. stoljeće | 5. stoljeće | ►
◄ | 360-ih | 370-ih | 380-ih | 390-ih | 400-ih | 410-ih | 420-ih | ►
◄◄ | ◄ | 390. | 391. | 392. | 393. | 394. | 395. | 396. | ► | ►►
Astronomija • Književnost • Kršćanstvo

## Događaji
- Rimski car Teodozije ukida Olimpijske igre koje traju od 776. pr. Kr., a bit će obnovljene tek 1896. godine u Ateni kao Olimpijade modernog doba

## Vanjske poveznice
|  | Zajednički poslužitelj ima još gradiva o temi 393. |